# Partito Riformato di Stato
Il Partito Riformato di Stato (in olandese: Hervormd Gereformeerde Staatspartij - HGS), letteralmente "Partito Riformato di Stato" (ossia hervormd, riformato secondo i dettami della Nederlandse Hervormde Kerk, e gereformeerde, riformato secondo i dettami della Gereformeerde Kerken in Nederland, richiamandosi in tal modo a due distinte chiese riformate) fu un partito politico dei Paesi Bassi operativo dal 1921 al 1946.
Affermatosi in seguito ad una scissione dall'Unione Cristiana-Storica, il partito si richiamava alle istanze del protestantesimo ortodosso mirando alla realizzazione di un ordinamento confessionale.
Nel 1946 si trasformò in associazione culturale, rimanendo attiva fino agli anni ottanta.

## Risultati
| Elezione         | Voti   | %    | Seggi   |
| ---------------- | ------ | ---- | ------- |
| Legislative 1922 | 20.431 | 0,70 | 0 / 100 |
| Legislative 1925 | 30.258 | 0,98 | 0 / 100 |
| Legislative 1929 | 35.931 | 1,06 | 1 / 100 |
| Legislative 1933 | 33.988 | 0,91 | 1 / 100 |
| Legislative 1937 | 24.543 | 0,60 | 0 / 100 |